# Episodi di 24 (quarta stagione)
La quarta stagione della serie televisiva 24 è stata trasmessa in prima visione negli Stati Uniti d'America da Fox dal 9 gennaio al 23 maggio 2005.
In Italia è stata trasmessa in prima visione satellitare da Fox dal 6 ottobre al 22 dicembre 2006, mentre in chiaro è stata trasmessa da Rete 4 dal 3 giugno al 19 agosto 2007.
Gli antagonisti principali sono: Navi Araz e Habib Marwan.
| nº | Titolo originale      | Titolo italiano        | Prima TV USA     | Prima TV Italia  |
| -- | --------------------- | ---------------------- | ---------------- | ---------------- |
| 1  | 7:00 a.m.-8:00 a.m.   | Dalle 7:00 alle 8:00   | 9 gennaio 2005   | 6 ottobre 2006   |
| 2  | 8:00 a.m.-9:00 a.m.   | Dalle 8:00 alle 9:00   | 9 gennaio 2005   | 6 ottobre 2006   |
| 3  | 9:00 a.m.-10:00 a.m.  | Dalle 9:00 alle 10:00  | 10 gennaio 2005  | 6 ottobre 2006   |
| 4  | 10:00 a.m.-11:00 a.m. | Dalle 10:00 alle 11:00 | 10 gennaio 2005  | 13 ottobre 2006  |
| 5  | 11:00 a.m.-12:00 p.m. | Dalle 11:00 alle 12:00 | 17 gennaio 2005  | 20 ottobre 2006  |
| 6  | 12:00 p.m.-1:00 p.m.  | Dalle 12:00 alle 13:00 | 24 gennaio 2005  | 20 ottobre 2006  |
| 7  | 1:00 p.m.-2:00 p.m.   | Dalle 13:00 alle 14:00 | 31 gennaio 2005  | 27 ottobre 2006  |
| 8  | 2:00 p.m.-3:00 p.m.   | Dalle 14:00 alle 15:00 | 7 febbraio 2005  | 27 ottobre 2006  |
| 9  | 3:00 p.m.-4:00 p.m.   | Dalle 15:00 alle 16:00 | 14 febbraio 2005 | 3 novembre 2006  |
| 10 | 4:00 p.m.-5:00 p.m.   | Dalle 16:00 alle 17:00 | 21 febbraio 2005 | 3 novembre 2006  |
| 11 | 5:00 p.m.-6:00 p.m.   | Dalle 17:00 alle 18:00 | 28 febbraio 2005 | 10 novembre 2006 |
| 12 | 6:00 p.m.-7:00 p.m.   | Dalle 18:00 alle 19:00 | 7 marzo 2005     | 10 novembre 2006 |
| 13 | 7:00 p.m.-8:00 p.m.   | Dalle 19:00 alle 20:00 | 14 marzo 2005    | 17 novembre 2006 |
| 14 | 8:00 p.m.-9:00 p.m.   | Dalle 20:00 alle 21:00 | 21 marzo 2005    | 17 novembre 2006 |
| 15 | 9:00 p.m.-10:00 p.m.  | Dalle 21:00 alle 22:00 | 28 marzo 2005    | 24 novembre 2006 |
| 16 | 10:00 p.m.-11:00 p.m. | Dalle 22:00 alle 23:00 | 4 aprile 2005    | 24 novembre 2006 |
| 17 | 11:00 p.m.-12:00 a.m. | Dalle 23:00 alle 24:00 | 11 aprile 2005   | 1º dicembre 2006 |
| 18 | 12:00 a.m.-1:00 a.m.  | Dalle 24:00 alle 1:00  | 18 aprile 2005   | 1º dicembre 2006 |
| 19 | 1:00 a.m.-2:00 a.m.   | Dalle 1:00 alle 2:00   | 25 aprile 2005   | 8 dicembre 2006  |
| 20 | 2:00 a.m.-3:00 a.m.   | Dalle 2:00 alle 3:00   | 2 maggio 2005    | 8 dicembre 2006  |
| 21 | 3:00 a.m.-4:00 a.m.   | Dalle 3:00 alle 4:00   | 9 maggio 2005    | 15 dicembre 2006 |
| 22 | 4:00 a.m.-5:00 a.m.   | Dalle 4:00 alle 5:00   | 16 maggio 2005   | 15 dicembre 2006 |
| 23 | 5:00 a.m.-6:00 a.m.   | Dalle 5:00 alle 6:00   | 23 maggio 2005   | 22 dicembre 2006 |
| 24 | 6:00 a.m.-7:00 a.m.   | Dalle 6:00 alle 7:00   | 23 maggio 2005   | 22 dicembre 2006 |